# Jacek Bukiel
Jacek Bukiel (ur. 1 maja 1951, zm. 17 sierpnia 2015) – polski koszykarz występujący na pozycji rzucającego obrońcy, dwukrotny medalista mistrzostw Polski, po zakończeniu kariery zawodniczej trener koszykarski.

## Osiągnięcia
Na podstawie, o ile nie zaznaczono inaczej.
Klubowe
- Mistrz Polski (1982)
- Wicemistrz Polski (1981)
- Awans do najwyższej klasy rozgrywkowej z Turowem Zgorzelec (1978)